# Островский, Казимеж
Кази́меж «Качу» Остро́вский (пол. Kazimierz "Kachu" Ostrowski; 14 февраля 1917, Берлин — 12 июля 1999, Гдыня) — польский художник и педагог, профессор (1981).

## Биография

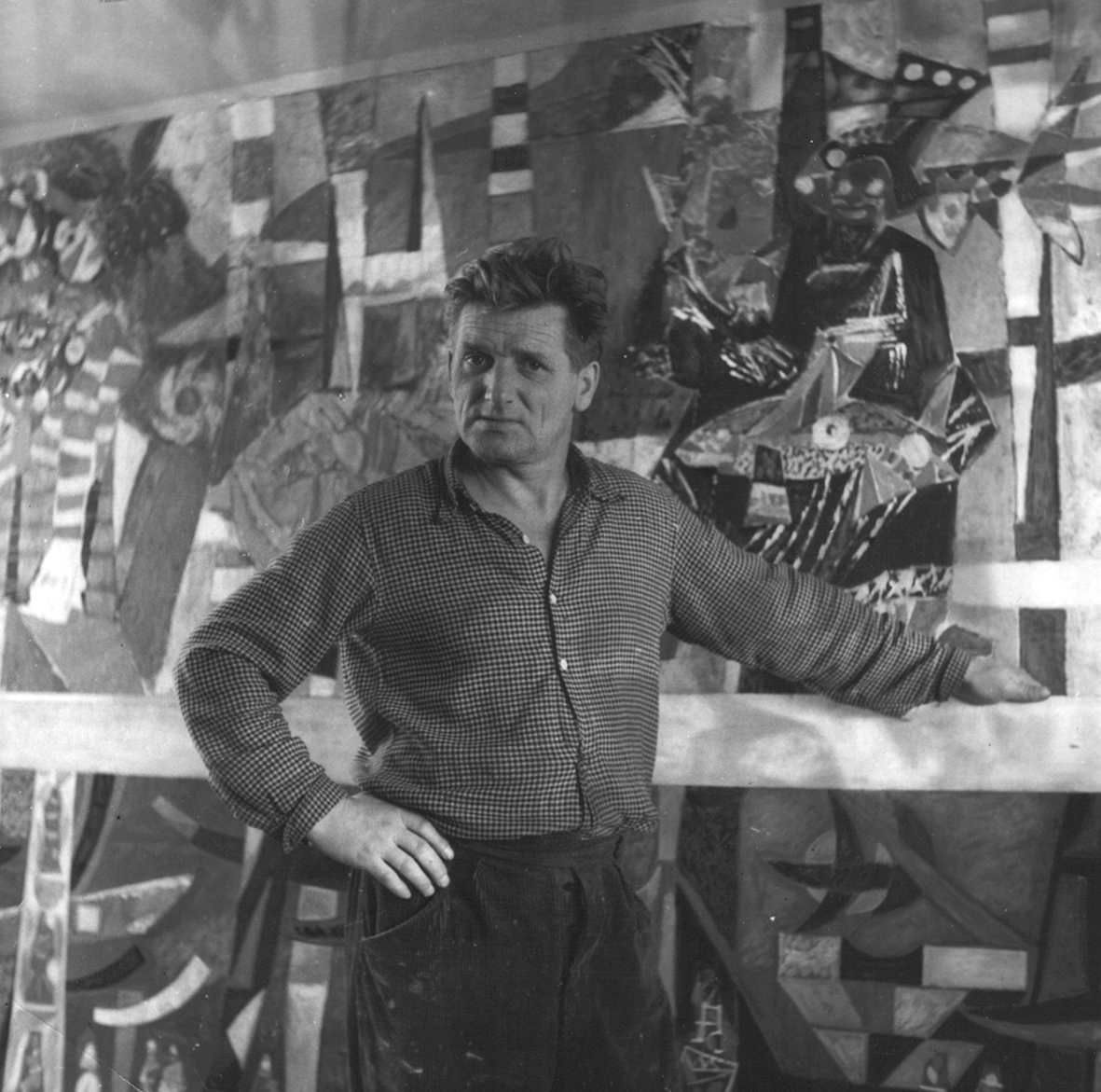
Казимеж Островский, 1960

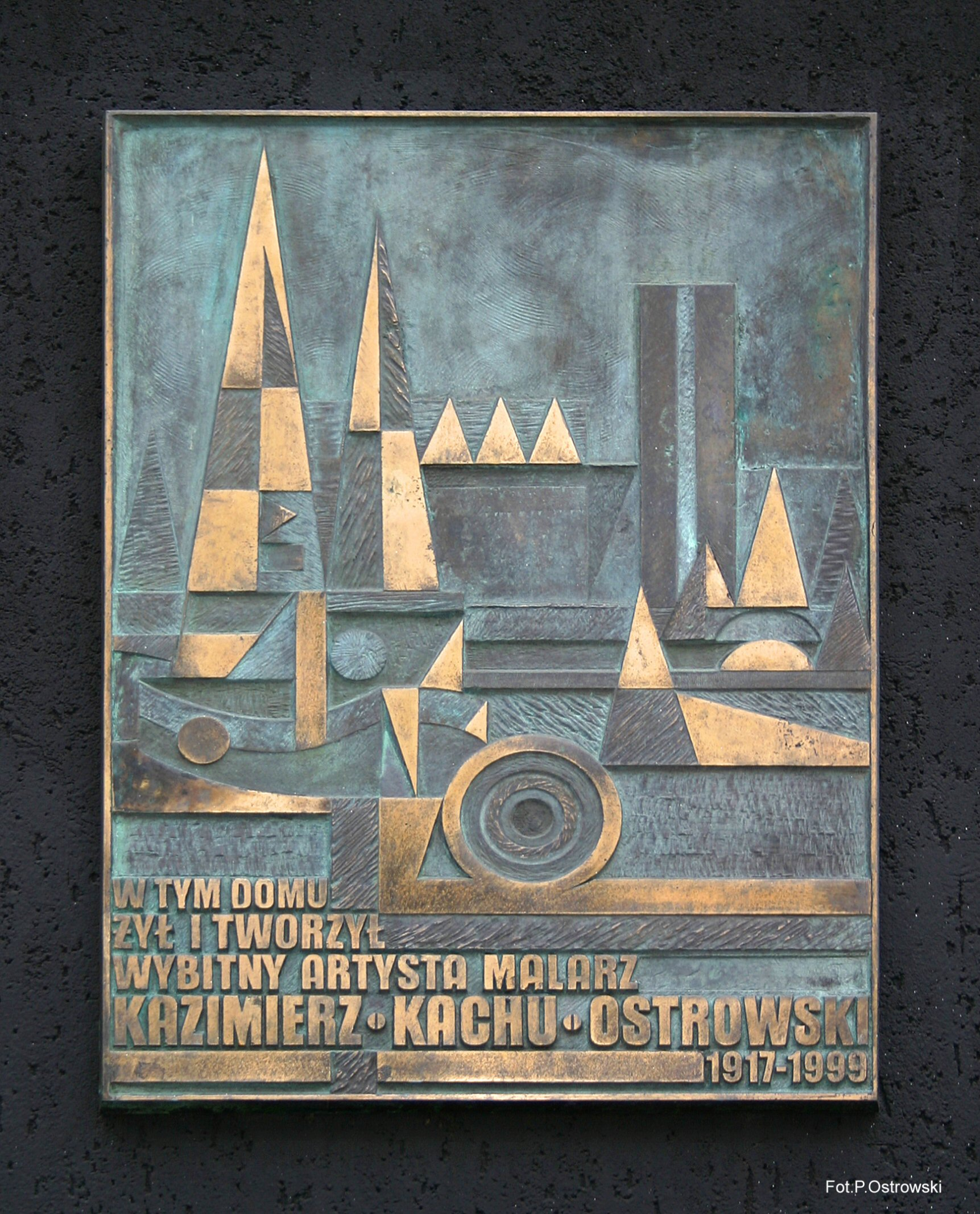
Бронзовая мемориальная доска в Гдыне в честь Казимежа Островского

С 1920 года жил в Познани, с 1934 — в Гдыне. Во время Второй мировой войны был узником концлагеря Штуттхоф.
В 1946 поступил, и в 1952 году окончил Сопотскую государственную высшую школу пластических искусств. Ученик профессоров Артура Нахт-Самборского и Яцека Жулавского.
В 1949 получил стипендию французского правительства. Обучался в Париже в мастерской известного мастера Фернана Леже.
В 1950 вернулся в Польшу.
В 1964—1987 годах преподавал живопись в Государственной Высшей школе изящных искусств в Гданьске. Экстраординарный профессор с 1981 года. В 1981—1984 декан факультета живописи и графики.
Участник более 60 персональных и коллективных выставок в стране и за рубежом.

## Творчество
Автор проектно-конструкторских тканей и настенных росписей и витражей. Им созданы, в частности, полихромные фасады отреставрированных домов Старого города в Гданьске и Познани. Художник создал композиции, построенные с упрощенными геометрическими элементами, характеризующиеся богатыми цветами и декоративностью. Часто в своих работах использовал тему маринистики.

## Награды
- 1957 — первая премия за живопись на I общепольской выставке молодых художников
- 1959 — художественная премия города Гдыня
- 1970 — Золотой Крест Заслуги
- 1974 — naмятная медаль президента города Гдыня за творческий вклад в искусство
- 1976 — юбилейная медаль президента города Гдыня
- 1982 — премия I-й степени министерства культуры и искусства ПНР
- 1985 — премия I-й степени Академии изящных искусств в Гданьске
- 1988 — офицерский крест ордена Возрождения Польши
- 1991 — премия Гданьского воеводства за художественно-педагогическую деятельность
- 1995 — художественная премия президента города Гдыня

## Память
- На доме в Гдыне, в котором жил художник в 2006 году установлена бронзовая мемориальная доска.
- В 2002 году в Гданьске учреждена премия имени Казимежа Островского, которая ежегодно вручается за выдающиеся достижения в области живописи.